# Combattant d'Indochine
Combattant d'Indochine était une revue mensuelle publiée par l’Association des Anciens du Corps expéditionnaire français en Extrême-Orient (CEFEO) et des Forces Françaises d'Indochine à Paris. De format in-4, elle comprenait 49 pages, une couverture illustrée en couleurs ainsi que des photos en noir et blanc à l’intérieur.

## Journalistes
Parmi les principaux contributeurs à la revue figurent Théophile-Jean Delaye, A. Lybi, Yves Gignac, Jean du Chaffal, Michel Tauriac, Jacques Chancel qui signe également certains articles sous son vrai nom Joseph Crampes, Michel Colmar, Xavier Delorme, Claude Mirande, François Hautclair, Xaintrailles, Gérard de Villiers et H. Mirambeau.